# Timo Glock
Timo Glock (Lindenfels, 18. ožujka 1982.) je bivši njemački vozač Formule 1.
Iskustva vožnje utrka stječe u dobi od 15 godina u kartingu, gdje je zapažen, da bi potom debitirao u Formula BMW-ADAC seriji, gdje u prvoj godini natjecanja osvaja juniorski kup i prelazti u seniorsku konkurenciju. 
Započima natjecanja u German F3 2002. godine za Opel Team KMS, gdje u prvoj sezoni postiže tri pobjede i šest drugih ili trećih plasmana. Sljedeću sezonu vozi u F3 Euroseries, osvajajući 3 pobjede i konačnu petu poziciju. 
Tu biva zapažen i prvi put angažiran u F1, i to u timu Jordan kao treći vozač u sezoni 2004. godine. Prvi Veliku nagradu vozi u Kanadi i završava na sedmom mjestu, da bi potom po odlasku Pantana preuzeo njegovu poziciju u timu Jordan i odvozio preostale tri utrke sezone, sva tri puta završivši na petnaestom mjestu. Zbog lošeg rezultata 2005. godinu proveo vozeći u American Car series za Rocketsports, gdje u Montrealu osvaja drugo mjesto, a sezonu završava na devetom mjestu. 
Uspjesi u GP2 konkurenciji tijekom 2006. i 2007. dovode ga ponovno do F1, gdje tijekom 2007. vozi test vožnje za BMW Sauber, ali ne dobiva priliku odvoziti utrku, da bi 2008. godine postao zamjena za Ralfa Schumachera u Toyota F1 Teamu.

### Potpuni popis rezultata u F1
(legenda) (Utrke označene debelim slovima označuju najbolju startnu poziciju) (Utrke označene kosim slovima označuju najbrži krug utrke)
| Godina | Momčad                  | Šasija        | Motor                  | 1.      | 2.      | 3.      | 4.      | 5.     | 6.      | 7.     | 8.      | 9.     | 10.     | 11.    | 12.    | 13.    | 14.    | 15.     | 16.     | 17.     | 18.    | 19.     | Bodovi | Poredak |
| ------ | ----------------------- | ------------- | ---------------------- | ------- | ------- | ------- | ------- | ------ | ------- | ------ | ------- | ------ | ------- | ------ | ------ | ------ | ------ | ------- | ------- | ------- | ------ | ------- | ------ | ------- |
| 2004.  | Jordan Ford             | Jordan EJ14   | Ford RS2 3.0 V10       | AUS     | MAL     | BHR     | SMR     | ŠPA    | MON     | EUR    | KAN 7   | SAD    | FRA     | VB     | NJE    | MAĐ    | BEL    | ITA     | KIN 15  | JAP 15  | BRA 15 |         | 2      | 19.     |
| 2008.  | Panasonic Toyota Racing | Toyota TF108  | Toyota RVX-08 2.4 V8   | AUS Ret | MAL Ret | BHR 9   | ŠPA 11  | TUR 13 | MON 12  | KAN 4  | FRA 11  | VBR 12 | NJE Ret | MAĐ 2  | EUR 7  | BEL 9  | ITA 11 | SIN 4   | KIN Ret | JAP 7   | BRA 6  |         | 22     | 10.     |
| 2009.  | Panasonic Toyota Racing | Toyota TF109  | Toyota RVX-09 2.4 V8   | AUS 4   | MAL 3‡  | KIN 7   | BHR 7   | ŠPA 10 | MON 10  | TUR 8  | VBR 9   | NJE 9  | MAĐ 6   | EUR 14 | BEL 10 | ITA 11 | SIN 2  | JAP DNS | BRA INJ | ABU INJ |        |         | 24     | 10.     |
| 2010.  | Virgin Racing           | Virgin VR-01  | Cosworth CA2010 2.4 V8 | BHR Ret | AUS Ret | MAL Ret | KIN DNS | ŠPA 18 | MON Ret | TUR 18 | KAN Ret | EUR 19 | VBR 18  | NJE 18 | MAĐ 16 | BEL 18 | ITA 17 | SIN Ret | JAP 14  | KOR Ret | BRA 20 | ABU Ret | 0      | 25.     |
| 2011.  | Marussia Virgin Racing  | Virgin MVR-02 | Cosworth CA2011 2.4 V8 | AUS NC  | MAL 16  | KIN 21  | TUR DNS | ŠPA 19 | MON Ret | KAN 15 | EUR     | VBR    | NJE     | MAĐ    | BEL    | ITA    | SIN    | JAP     | KOR     | IND     | ABU    | BRA     | 0      | 23.     |

‡ Dodijeljeno pola bodova zbog neodvežene utrke s minimalnom distancom od 75% dužine ukupne utrke.

## Vanjske poveznice

### Ostali projekti
|  | Zajednički poslužitelj ima stranicu o temi Timo Glock |